# هاینکل هادی ۱۵
هاینکل اچ‌ایی ۱۵ (به آلمانی: Heinkel HE 15) یک هواگرد دوباله تک‌موتوره پستی آب‌نشین بود که توسط شرکت هواپیماسازی آلمانی هاینکل در اواخر دهه ۱۹۲۰ میلادی طراحی و در قالب تنها یک پیش‌نمونه تولید شد.
اچ‌دی ۱۵ نخستین قایق پرنده تولیدی هاینکل و همچنین نخستین هواگرد پرتاب شونده از عرشه کشتی تولید شده در آلمان بود.
اچ‌دی (HD) در عنوان این هواگرد مخفف ترکیب آلمانی Heinkel Doppeldecker به معنای هواگرد دوباله هاینکل است.

## توسعه
در دهه ۱۹۲۰ میلادی، بنا به درخواست نیروی دریایی سلطنتی ژاپن، هاینکل کار بر روی یک هواگرد با قابلیت پرتاب از عرشه نبردناو ناگاتو را آغاز کرد. طراحی این گونه هواگردهای آب‌نشین با توانایی برخاستن از سطح ناو، کار عملیات‌های شناسایی هوایی را تسهیل می‌نمود و زمان عملیات‌های پیچیده دریایی را تقلیل می‌داد.
مطالعه بر روی این طرح در حقیقت پشت پرده توسط نیروی دریایی آلمان در جریان فرایند مخفی تسلیح مجدد، پیگیری می‌شد. با توجه به محدودیت‌های اعمال شده بر نیروی‌های نظامی آلمان بر مبنای پیمان ورسای، نیروی دریایی این کشور نمی‌توانست علناً چنین برنامه‌هایی را پیگیری کند. در سال ۱۹۲۷، برای پوشانده نگاه داشتن برنامه نظامی، وزارت ترابری آلمان سفارش ساخت هواگردی مناسب با مشخصات ویژه‌ای را صادر کرد تا کارنامه رسانی یین خطوط کشتیرانی در اقیانوس اطلس را تسهیل و تسریع کند. به کمک تجربیات به دست آمده از نصب پرتاب گر هواگرد بر روی کشتی‌های مسافربری، آلمانی‌ها می‌توانستند به راحتی این ادوات را در مقاصد نظامی نیز استفاده نمایند.
کار ساخت پیش‌نمونه و پرتاب گر آن بلافاصله آغاز و در همان سال ۱۹۲۷ به پایان رسید. پرتاب گر به کمک هوای فشرده عمل می‌کرد و با وزن ۱۵ تنی و طول ۲۱٫۵ متری می‌توانست هواگرد را هنگام پرتاب در با طی مسافت ۱۱٫۸۵ متر به سرعت لازم ۱۰۵ کیلومتر بر ساعت برساند. فرایند آزمایش‌های مربوط به پرواز هواگرد، به مدت محدودی اواخر سال ۱۹۲۸ بر عرشه کشتی مسافربری تی‌اس برمن انجام گرفت. عملکرد این هواگرد از جمله در اوجگیری مورد رضایت واقع نشد و با وجود اصلاحات متعدد همانند تغییر طراحی بال بالا و تعویض چندین باره ملخ، در کنار موفق آمیز بودن کاربرد پرتاب گر، هیچگاه وارد خدمت نگردید.
هاینکل هواگرد تولید شده را به شرکت خدمات مدنی سِوِرا در وارنمونده سپرد که به شکل مخفیانه توسط نیروی دریایی کنترل می‌شد. ۲۷ آوریل سال ۱۹۲۸ در هنگام پرواز در ارتفاع ۲ هزار متری سانحه ای رخ داد که در آن ملخ از هواپیمای جدا شد. خلبان هواگرد توانست بدون آسیب فرود بیاید. هنگام برخورد به زمین، موتور از محفظه خارج شد. هواگرد مدتی بعد تعمیر و تا ماه اوت سال ۱۹۲۹ به پرواز در همان شرکت ادامه داد که در آن زمان نیز با انتقال به شرکت دیگری تا سال مورد استفاده قرار گرفت.
با این حال که اچ‌دی ۱۵ در مرحله پیش‌نمونه باقی ماند اما مبنای ساخت هواگرد اچ‌دی ۵۵ گردید که وارد خدمت در نیروی دریایی شوروی شد.

## ساخت
اچ‌دی ۱۵ یک هواگرد دوباله آب‌نشین با ساختار تمام چوبی بود. سه جایگاه سرنشینان پشت سر هم و به شکل روباز تعبیه گشته بود که در جلوترین جایگاه مخصوص خلبان بود که زیر ملخ هواگرد و لبه جلویی بال بالایی قرار داشت. دو جایگاه دیگر برای مسافر یا محموله پستی بود.

## مشخصات فنی

### مشخصات عمومی
- خدمه: ۲ یا ۳ نفر
- طول: ۱۰٫۸ متر
- طول بال بالا: ۱۲٫۳۷ متر
- طول بال پایین: ۱۱٫۸۸ متر
- ارتفاع: ۴٫۲۵ متر
- مساحت بال: ۴۴ متر مربع
- وزن خالی: ۱۴۵۰ کیلوگرم
- وزن خالص: ۲۳۵۰ کیلوگرم
- نیرومحرکه: یک موتور پیستونی شعاعی ۹ سیلندر بریستول ژوپیتر خنک شونده با هوا: ۵۴۰اسب بخار - ۳۹۷ کیلو وات
- پیش‌ران: ملخ ۲ تیغه چوبی
- طرفیت مخزن سوخت: ۶۳۵ لیتر

### عملکرد
- حداکثر سرعت: ۱۷۲ کیلومتر بر ساعت نزدیک زمین
- پایاسیر: ۱۴۰ کیلومتر بر ساعت
- برد: ۸۵۰ کیلومتر
- سرعت فرود: ۸۵ کیلومتر بر ساعت
- سرعت صعود: ۱۰۰۰ متر در ۳ دقیقه و ۳۶ ثانیه، ۲۰۰۰ متر در ۸ دقیقه و ۴۸ ثانیه
- حداکثر ارتفاع: ۴۳۰۰ متر
- حداکثر طول پرواز: ۵ ساعت